# Herman ten Kate
Herman Frederik Carel ten Kate, conocido también como Herman ten Kate (Ámsterdam, 7 de febrero de 1858 - Cartago, Túnez, 5 de febrero de 1931) fue un antropólogo, etnólogo, zoólogo y explorador neerlandés. Se destaca por haber sostenido la opinión de que las ciencias antropológicas, que abarcan a las culturas no occidentales, proporcionaban información sobre las deficiencias de la propia cultura occidental. Fue también políglota, ya que podía hablar con fluidez ocho idiomas. Publicó artículos y reseñas en revistas; su prodigiosa obra abarcó publicaciones de casi 150 títulos.

## Primeros años de vida
Herman ten Kate nació en Ámsterdam, pero creció en La Haya. Su padre era artista y se llamaba Herman Frederik Carel ten Kate (1822-1891), y su madre se llamaba Madelon Sophie Elisabeth Thooft (1823-1874). Ten Kate ingresó a la Academia de Arte en 1875 ante la iniciativa de su padre, quien era un reconocido artista, para que su hijo siguiera sus pasos. Su primer premio lo recibió en la Academia por un dibujo anatómico. Pero al regresar de un viaje a Córcega con un amigo de la familia, Charles William Meredith van de Velde, ten Kate decidió cambiar sus actividades académicas a la ciencia.
Es por ello que decidió estudiar medicina y ciencias durante dos años en la Universidad de Leiden en 1877. Luego prosiguió sus estudios de antropología en París con Paul Broca, Jean Louis Armand de Quatrefages de Bréau, Paul Topinard, entre otros renombrados investigadores de la época. Como estudiante, fue coautor de un artículo sobre los cráneos de criminales decapitados y suicidas. Prosiguió sus estudios desde el otoño de 1880 en las universidades de Berlín, Göttingen y Heidelberg. En 1882 recibió el doctorado en Zoología de la Universidad de Göttingen. Mientras que en 1895 se convirtió en Doctor en Medicina.

## Exploraciones
Ten Kate viajó a Estados Unidos para realizar estudios antropológicos de los indios americanos bajo una comisión proporcionada por el gobierno holandés y por la Sociedad de Antropología de París. Estudió los estilos de vida de casi 20 tribus indígenas, que incluían a los iroqueses, apaches, mohave y otros en el valle del río Colorado. Tras esta gran expedición, que duró unos 14 meses, publicó sus hallazgos en un libro titulado Reizen en Onderzoekingen in Noord-Amerika (Leiden, 1885). Posteriormente, publicó un artículo académico sobre observaciones y estudios posteriores, añadiendo y corrigiendo a su libro, titulado Verbeteringen en Aanvullingen van Reizen en Onderzoekingen in Noord-Amerika (Leiden, 1889). También publicó los hallazgos de las investigaciones que realizó en el sudoeste de Estados Unidos, específicamente de la antropología física, la etnografía y la arqueología de las regiones que visitó. Dentro de estos se destacan los estudios de antropología física y arte rupestre que hizo junto al ornitólogo norteamericano Lyman Belding en la región del Cabo de Baja California Sur.
Ten Kate también participó en el viaje emprendido por el príncipe Roland Bonaparte y el marqués de Villeneuve a Escandinavia y Laponia, durante el verano de 1884. En 1885, el Príncipe le encargó que visitara la Guayana Holandesa para estudiar tanto a los indios como a los negros de Bush. Luego se fue a Venezuela y regresó a los Países Bajos vía Estados Unidos después de cruzar los llanos en el verano de 1886. Durante esta visita, se quedó en la reserva de Grand River (Ontario, Canadá) y conoció a los Sénecas, quienes más tarde lo adoptaron.
Después de trabajar en Argelia entre 1886 y 1887, regresó a Estados Unidos por tercera vez en octubre de 1887. Allí, bajo el liderazgo de Frank Hamilton Cushing, ten Kate participó en los estudios de la tribu Zuni del suroeste de Estados Unidos como parte una expedición esponsoreada por la filántropa Mary Tileston Hemenway. Estuvo con la expedición durante aproximadamente un año y escribió un libro en 1889 titulado "A Foreigner's View of the Indian Question" y también recaudó fondos para la causa de los indios a través de la National Indian Defense Association. Luego regresó a los Países Bajos a través de México. En 1890, la Royal Geographical Society, bajo los auspicios del gobierno holandés, le encargó explorar la antropología de los aborígenes de las islas de Java, Timor, Flores, Sumba (sándalo), Roti y muchas otras.
Entre 1890 y 1892 trabajó para la administración colonial holandesa en el Pacífico con el soporte financiero de la Sociedad Geográfica Real de dicho país. Durante esos años, exploró el archipiélago indio, viajó a Australia, Tonga y las islas de Samoa y de la Sociedad en la Polinesia. Viajó a Tahití y luego a Perú. En Perú conoció a Adolph Bandelier, un viejo amigo que realizaba investigaciones arqueológicas para el Museo Americano de Historia Natural. 
En 1892, durante una dura travesía, cruzó los Andes chilenos hacia la Argentina. En septiembre de ese año, se encontró en el Puerto de La Plata, donde se encontraba trabajando un tío suyo, con el director del Museo de La Plata, el perito Francisco P. Moreno, a quien conocía desde 1880, año en que ambos habían coincidido en París. Ante esto, el Perito Moreno le ofrece a ten Kate la posibilidad de trabajar en el ordenamiento de la Sección Antropológica del Museo de La Plata, lo que acepta dado que le convenía hacer reposo ante una malaria contraída en Indonesia y que se encontraba a la espera de respuestas sobre unas solicitudes de trabajo en Estados Unidos.
De esta forma, entre los meses de enero y abril de 1893 estuvo a cargo de la sección arqueológica en la expedición del Museo de La Plata a la región noroeste de Argentina, donde pudo poner en práctica su importante experiencia en el trabajo de campo. También realizó compras de colecciones a los habitantes locales, excavó tumbas para obtener cráneos y partes esqueletarias que luego usaría en estudios de su especialidad, realizó fotografías de los habitantes indígenas y levantó planos de las ruinas. Posteriormente, al regresar del campo, en la sección antropológica del Museo de La Plata se dedicó a  tareas de gabinete, como la organización y el estudio de una colección compuesta de 300 cráneos de grupos indígenas que habían habitado en la provincia de Buenos Aires y el norte de Patagonia. Hacia julio de este año se fue de la Argentina, volviendo a Europa, donde analizó muestras depositadas allí, lo que le permitió redactar algunos trabajos comparativos.
Volvió a La Plata, donde se desempeñó como curador de la Sección Antropológica del Museo de La Plata hasta 1897. Durante este tiempo estuvo trabajando intensamente en aumentar y organizar la colección fotográfica de individuos representativos de grupos propios de América del Sur, como Araucanos, Tehuelches, Guayaquíes, Calchaquíes y Chiriguanos. Cuando renunció a su cargo en el Museo de La Plata en julio de 1897, recomendó como su sucesor al antropólogo alemán Robert Lehmann-Nitsche, quien se desempeñó en este cargo hasta 1930. También participó en una expedición a la región Calchaquí, en el noroeste argentino, para explorar muchas ruinas arqueológicas y coleccionó muchos antigüedades. Luego regresó a los Países Bajos en 1893 para publicar monografías sobre sus viajes. Posteriormente reanudó sus estudios de medicina en Heidelberg y Friburgo. En 1895 visitó nuevamente Argentina y conoció el Paraguay. En 1897 fue a Java y luego a Japón en 1898, donde vivió durante unos 11 años y ejerció la medicina en viarias localidades, como Nagasaki, Yokohama y Kobe.
Debido a su vida tan intensa, la cantidad de viajes que realizó y el amplio conocimiento del mundo, fue llamado de diversos modos, como "el hombre que nunca está allí donde tuvo su último domicilio" por la comunidad científica antropológica de Paris; o "el nómade científico" por Paul Rivet.

## Vida posterior
En 1906, ten Kate se casó con Kimi Fujii, una mujer de Yokohama (Japón). Juntos visitaron Europa entre 1909 y 1913. Después de la muerte de su mujer, ocurrida en 1919 debido a la gripe de Influenza, decidió regresar a Ámsterdam. Sin embargo, luego se mudó a Argelia, donde continuó con sus estudios y realizando viajes a Italia y Francia. Durante sus últimos años padeció problemas cardíacos y murió en Cartago (Túnez) el 5 de febrero de 1931.

## Obras destacadas
- Sur la synonymie ethnique et la toponymie chez les indiens, 1884
- Notes ethnographiques sur les Comanches, 1885
- Sur les crânes de Lagoa-Santa, 1885
- Description d'un crâne d'Indien Moqui, 1886
- Observations anthropologiques recueillies dans la Guyane, 1887
- Contribution à l'anthropologie de quelques peuples d'Océanie, 1892
- Anthropologie des anciens habitants de la région calchaquie, 1896
- Observations au sujet des Recherches anthropologiques, 1910
- Sur quelques peintres-ethnographes dans l'Amérique du sud, 1911